# Eilema interpositella
Eilema interpositella là một loài bướm đêm thuộc phân họ Arctiinae, họ Erebidae.